# Yannick Seigneur
Pour les articles homonymes, voir Seigneur (homonymie).
Pas d'image ? Cliquez ici
Yannick Seigneur, né le 24 mai 1941 à Paris et mort le 28 novembre 2001 à Passy (Haute-Savoie), est un ingénieur, guide de haute montagne et alpiniste. Il a à son actif plus de 500 ouvertures de voies et est le premier Français à avoir gravi trois « 8 000 ».

## Biographie
Il passe ses dix premières années entre Paris, où son père travaille comme déménageur, et Megève, où son grand-père agriculteur lui apprend à garder les moutons. À l'âge de 10 ans, ses parents reviennent à Megève, sans qu'il soit pour autant intéressé à l'alpinisme. Il est père de quatre enfants : Loic, Yann-Éric, Adriane et Raphaëlle[réf. souhaitée].
À 18 ans, il intègre l'école d'ingénieurs INSA de Lyon, et obtient son diplôme 5 ans plus tard. Sportif, il est champion de France universitaire d'athlétisme en 1961. 
Durant ses études universitaires, il s'initie à l'alpinisme grâce à des amis, dont Jean-Paul Paris, professeur assistant à l'INSA. Les deux amis réalisent ouvrent des voies de haut niveau dans le Vercors de 1962 à 1964.
En 1965, il obtient son diplôme de guide de haute montagne et s'installe à Chamonix. Grimpeur polyvalent, il alterne l'alpinisme d'été et d'hiver, en cordée ou en solitaire ainsi que les premières dans les Alpes et en expédition dans l'Himalaya.
Le 28 novembre 2001, il décède d'un cancer à Passy et est enterré au cimetière de Chamonix.

## Principales réalisations
- 1966 - Première hivernale de l'éperon de l'EHM à la face nord de l'aiguille du Midi avec Michel Feuillarade, le 9 janvier
- 1967 - Intégrale hivernale des arêtes de Peuterey avec Michel Feuillarade
- 1971 - Pilier Ouest du Makalu (8 463 m), son plus bel exploit, avec son « grand-frère » et chef d'expédition Robert Paragot. Partageant le sommet avec Bernard Mellet, il gravit en tête les huit dixièmes du grand ressaut
- 1972 - Première hivernale de l'arête intégrale de Peuterey au mont Blanc avec Louis Audoubert, Marc Galy, Michel Feuillarade, Arturo et Oreste Squinobal
- Décembre 1973 -  Hivernale de la face nord de l'aiguille du Dru en hiver avec Jean-Paul Paris, Michel Feuillerade et Claude Jager.
- 1974 - Directe de l'Amitié, en hiver, à la face nord des Grandes Jorasses (pointe Whymper (4 184 m)) avec Marc Galy, Michel Feuillarade et Louis Audoubert, en seize jours d'escalade
- 1974 - Première du Tawesche avec le clarinettiste Jean-Christian Michel, médecin de l'expédition, Louis Dubost, Paul Gendre et Jacques Brugirard. Le fait que le Tawesche soit un sommet sacré lui vaut une longue interdiction d'accès au Népal[2]
- 1975 - Gasherbrum II par une voie nouvelle, avec Marc Batard
- 1978 - Broad Peak avec Georges Bettembourg
- 1979 - En tant que chef adjoint de l'expédition nationale française, il échoue à quelques mètres du sommet du K2 par l'arête sud-sud-ouest, pour réussir plus tard par la face sud
- Face nord de l'Everest
- 1982 - Versant Rupal du Nanga Parbat, où il réchappe à une avalanche